# Primavera de Rondônia
Primavera de Rondônia là một đô thị thuộc bang Rondônia, Brasil. Đô thị này có diện tích 606 km², dân số năm 2007 là 3704 người, mật độ 6,11 người/km².